# Carla Juri
Carla Caterina Juri (Locarno, 2 gennaio 1985) è un'attrice svizzera.

## Biografia
Nata a Locarno ma cresciuta ad Ambrì, un villaggio del Canton Ticino, in una famiglia bilingue italo-tedesca, durante gli studi si è distinta anche in ambito sportivo, giocando a hockey nelle giovanili dell'Hockey Club Ambrì-Piotta. Terminati gli studi ha vissuto dividendosi tra Zurigo, Los Angeles e Londra, dove ha iniziato a studiare recitazione. 
Ha mosso i primi passi artistici partecipando ad alcune produzioni televisive italiane, come Ho sposato uno sbirro e Un passo dal cielo. Ha debuttato al cinema con il film 180° - Wenn deine Welt plötzlich Kopf steht, la cui interpretazione è stata premiata con un Quartz - Premio del cinema svizzero per la miglior attrice non protagonista. L'anno successivo ha vinto un altro Quartz come miglior attrice protagonista di Eine wen iig, dr Dällebach Kari. 
Nel 2013 ha ottenuto il premio come miglior attrice al Festival del film Locarno per la sua interpretazione in Feuchtgebiete, basato sull'omonimo romanzo di Charlotte Roche. Nello stesso anno è diventata una della giovani promesse del cinema europeo, vincendo lo Shooting Stars Award durante la Berlinale.
Carla Juri nel 2017 è stata scelta per far parte del cast di Blade Runner 2049, di Denis Villeneuve, sequel di Blade Runner.

## Filmografia

### Cinema
- 180° - Wenn deine Welt plötzlich Kopf steht, regia di Cihan Inan (2010)
- Stationspiraten, regia di Mike Schaerer (2010)
- Jump, regia di Bindu De Stoppani (2012)
- Eine wen iig, dr Dällebach Kari, regia di Xavier Koller (2012)
- Feuchtgebiete, regia di David Wnendt (2013)
- Finsterworld, regia di Frauke Finsterwalder (2013)
- Lovely Louise, regia di Bettina Oberli (2013)
- Fossil, regia di Alex Walker (2014)
- Morris from America, regia di Chad Hartigan (2016)
- Paula, regia di Christian Schwochow (2016)
- Brimstone, regia di Martin Koolhoven (2016)
- Walking to Paris, regia di Peter Greenaway (2017)
- Blade Runner 2049, regia di Denis Villeneuve (2017)
- Quando Hitler rubò il coniglio rosa (Als Hitler das rosa Kaninchen stahl), regia di Caroline Link (2019)
- Sei minuti a mezzanotte (Six Minutes to Midnight), regia di Andy Goddard (2020)
- Amulet, regia di Romola Garai (2020)
- Blood, regia di Bradley Rust Gray (2022)

### Televisione
- Ho sposato uno sbirro – serie TV, 1 episodio (2010)
- Un passo dal cielo – serie TV, 1 episodio (2011)
- Il commissario Schumann (Der Kriminalist) – serie TV, 1 episodio (2012)

### Videoclip
- Your Love is Killing Me - Sharon Van Etten (2014)

## Riconoscimenti
- 2011 – Premio del cinema svizzero
  - Miglior attrice non protagonista per 180° – Wenn deine Welt plötzlich Kopf steht
- 2012 – Premio del cinema svizzero
  - Miglior attrice per Eine wen iig, dr Dällebach Kari
- 2013 – Festival del film Locarno
  - Miglior attrice per Feuchtgebiete
- 2013 – Festival di Berlino
  - Shooting Stars Award